# 拉蒙 (意大利)
拉蒙（義大利語：Lamon），是意大利威尼托大区贝卢诺省的一个市镇。总面积54平方公里，人口3135人，人口密度58.1人/平方公里（2009年）。国家统计（ISTAT）代码为025026。